# إشعاعية
في قياسات الإشعاع، الإشعاعية أو اللمعان الطاقي هو التدفق الإشعاعي المنبعث أو المنعكَس أو المنقول أو المستقبَل من سطح معين لكل وحدة زاوية مجسمة لكل وحدة مساحة مُسْقَطة. وحدة الإشعاعية في النظام الدولي للوحدات هي واط لكل متر مربع لكل ستراديان (W·sr−1·m−2)، حيث أن المساحة (متر مربع) تكون عمودية على اتجاه انتقال الضوء.
إن توزع الضوء في الفراغ هو تابع للموقع والإتجاه. مثلاً، خذ مصباح جيب يطلق حزمة ضيقة من الضوء في غرفة مظلمة، يجب معرفة مكان المصباح والاتجاه الذي يضيء فيه حتى يمكننا وصف المصباح. هذا يعني أن مساحة صغيرة تطل على مصدر الضوء من الأمام تتلقى كمية أكبر من الطاقة بالمقارنة مع مساحة تكون شبه مماسة للضوء. بشكل مماثل فإن الإشعاعية هي تابع للمكان والاتجاه (مصباح الجيب هو أفضل مثال عليه حيث من الممكن تحريك المصباح في أماكن مختلفة والإشارة بالضوء إلى اتجاهات مختلفة).
من أهم خصائص الإشعاعية أنها تكون ثابتة القيمة على الخط المستقيم، وهذه الخاصية تـُستخدم كثيرا في تطبيقات البصريات.
ويمكن بواسطتها معرفة شدة تألق الشمس والنجوم. يكون من المناسب افتراض أن الضوء لا يتأثر بالوسط الذي ينتشر فيه (أي كأن الضوء ينتشر في الفراغ). بين نقطتين P1 و P2 تكون قيمة الإشعاعية التي تغادر النقطة P1 في اتجاه P2 مساوياً لقيمة الإشعاعية التي تصل إلى النقطة P2 من الاتجاه P1.

## الحساب
تُحتسب الإشعاعية باستخدام العلاقة التالية:
{\displaystyle L={\frac {\mathrm {d} ^{2}\Phi }{\mathrm {d} A\,\mathrm {d} {\Omega }\cos \theta }}\approx {\frac {\Phi }{\Omega A\cos \theta }}}
حيث
التقريب يكون صالحاً لقيم صغيرة للزواية Ω،
L هو الإشعاعية (W·m-2·sr-1)،
Φ هو التدفق الإشعاعي للطاقة (W)،
θ هي الزاوية بين العمودي على السطح والإتجاه المعين،
A هي مساحة المنبع الضوئي (m2)،
{\displaystyle {\Omega }} هي الزاوية الصلبة (sr).